# Чернево (Рамешковский район)
Чернево — деревня в Рамешковском районе Тверской области.

## География
Находится в восточной части Тверской области на расстоянии приблизительно 25 км на юг по прямой от районного центра поселка Рамешки.

## История
Деревня с похожим названием (Чернига) с 2 дворами упоминается на вотчинных землях князя Симеона Бекбулатовича в писцовых книгах XVI века. В 1859 году в русской помещичьей деревне Чернево 7 дворов, в 1886 — 25 дворов. В советское время работали колхозы «Красное Знамя» и «Кушалино». Осенью 1941 году в Чернево размещалась часть штаба Калининского фронта, находился командующий генерал-полковник, впоследствии маршал И. С. Конев. В 2001 году в 16 домах жили местные жители, 8 домов принадлежало наследникам и дачникам. До 2021 входила в сельское поселение Кушалино Рамешковского района до их упразднения.

## Население
Численность населения: 72 человека (1859 год), 145 (1886), 12 (1989 год), 20 (русские 80 %) в 2002 году, 14 в 2010.